# 7-me niebo nienawiści
7-me niebo nienawiści – dwudziesty czwarty singel zespołu Lady Pank, został wydany na płycie CD. Singel ten promował kompilację największych przebojów zespołu zatytułowaną Besta besta. Muzyka została skomponowana przez Jana Borysewicza, a autorem tekstu jest ponownie po latach przerwy Andrzej Mogielnicki. „7-me niebo nienawiści” było jednym z dwóch premierowych nagrań na tym albumie. Na singlu utwór znalazł się w dwóch różniących się jednym szczegółem wersjach. Do utworu powstał też teledysk.

## Lista utworów
1. „7-me niebo nienawiści” – radio edit (4:35)
2. „7-me niebo nienawiści” – wersja albumowa (4:35)

## Skład zespołu
- Jan Borysewicz – gitara solowa
- Janusz Panasewicz – śpiew
- Kuba Jabłoński – perkusja
- Krzysztof Kieliszkiewicz – gitara basowa

gościnnie:
- Rafał Paczkowski – instrumenty klawiszowe
- Wojciech Pilichowski – gitara basowa